# Ambroise Yxemerry
Jean Raymond Jacquette, aussi connu sous les pseudonymes d' Ambroise Yxemerry et de Raymond Jacquet, né le 28 septembre 1917 à Paris et mort à Coutances (Manche) le 16 février 2013, était un rédacteur en chef et journaliste de Polynésie française d'origine française. 
Sous le pseudonyme d'Ambroise Yxemerry, Jacquette a écrit des romans et fait des reportages pour le Courrier des EFO, le premier journal indépendant de Polynésie française, qu'il a fondé en 1949.

## Publications

### Romans
- Marins en campagne, Paris : Debresse, 1941
- Services à la mer, Paris : Debresse, 1941
- Kerfantan la Breton, Paris : Debresse, 1943
- La Terre des Gendru, Paris : Colbert, 1944
- On ne choisit pas sa vie, Paris : La Renaissance du Livre, 1946
- Zidzou matelot malgache, Paris : Ariane, 1946
- L'Ange et la Femme, Paris : La Renaissance du Livre, 1946